# Alahärmä
Alahärmä is een voormalige gemeente in de Finse provincie West-Finland en in de Finse regio Zuid-Österbotten. De gemeente had een totale oppervlakte van 352 km² en telde in 2003 4929 inwoners. In 2009 ging Alahärmä met Ylihärmä en Kortesjärvi op in de gemeente Kauhava.

## Landbouw
Een derde van de totale oppervlakte wordt gebruikt voor landbouw, want de grond is zeer vruchtbaar in deze streek. Er worden graangewassen en appels verbouwd, maar er is ook veel veeteelt voor melk, vlees en bont.
Ähtäri · Alajärvi · Alavus · Evijärvi · Ilmajoki · Isojoki · Isokyrö · Karijoki · Kauhajoki · Kauhava · Kuortane · Kurikka · Lappajärvi · Lapua · Seinäjoki · Soini · Teuva · Vimpeli
Voormalige gemeenten:
Alahärmä · Jalasjärvi · Jurva · Kortesjärvi · Lehtimäki · Nurmo · Peräseinäjoki · Töysä · Ylihärmä · Ylistaro